# Ohnišov
Ohnišov (německy Wochnischau) je obec, která se nachází v okrese Rychnov nad Kněžnou v Královéhradeckém kraji. Žije zde 515 obyvatel. Ohnišov je podhorská vesnice a je začleněna do dvou mikroregionů: Region Orlické hory a Region Novoměstsko.

## Poloha
Obec leží na křižovatce silnic z Nového Města nad Metují do Deštného v Orlických horách a silnice č. 298 z Dobrušky do Olešnice v Orlických horách, ve vzdálenosti asi 5 km od obou měst. Obcí protékají tři potoky. Potok Hájský a potok Ohnišovský se vlévají do Janovského potoka. Ten je pak u osady Zákraví přerušen malou vodní nádrží. Dále míří do Nového Města nad Metují (část Krčín), kde přitéká do řeky Metuje.

## Charakteristika obce
V obci vždy převažovalo zemědělství. Dnes zde Podorlické zemědělské družstvo produkuje brambory a některé obilniny (pšenici, ječmen, oves a triticale). Mimo zemědělské družstvo jsou v obci registrovány firmy, zaměřené na služby (kovářství, elektromontáže, truhlářství, zahradní architektura, hudební skupina aj.).
Škola v Ohnišově je dvoutřídní, pro 1. až 5. ročník, spolu s družinou a mateřskou školou (architekt Jindřich Freiwald). Od svého vybudování v roce 1932 nese název Masarykova škola. Nápis na budově nebyl odstraněn ani v padesátých letech dvacátého století, kdy příliš nelichotil tehdejšímu komunistickému vedení na okresním národním výboru. Obec má také svoji knihovnu.
O volný čas občanů Ohnišova se stará několik spolků. V prvé řadě je to TJ Start, která byla založena v polovině 20. století. Fotbalový oddíl hraje na pozici 1.A třída krajské ligy. Turistiku a výlety organizuje spolek „Toulky Ohnišov“ a „Osvětová beseda“. V obci pracuje myslivecké sdružení „Záboří“ a hasiči s dětským oddílem „Ohniváček“. Tradici ochotnického divadla udržuje hlavně družina místní školy. Na konci části obce nazývané místními „V Koutě“ je koupaliště, obklopené loukami a lesy. Toto místo je každoročně využíváno pro letní dětské tábory.

## Historie
První písemná zmínka o obci pochází z roku 1471. Název obce je údajně odvozen od strážních ohňů, které byly zapalovány na kopci mezi Ohnišovem a Dobruškou, aby signalizovaly blížící se nebezpečí vpádu nepřátel ze slezské strany. Tyto ohně byly viditelné v Opočně, kde sídlila vrchnost. Další písemný záznam pochází z roku 1537 a týká se povinnosti ohnišovských robotovat na frymburském panství.
Roku 1845 se místní účastnili na opočenské rebelii. V roce 1873 byl založen ochotnický divadelní spolek, roku 1895 byl postaven kostel svatého Cyrila a Metoděje a v roce 1934 byla postavena nová škola.

## Pamětihodnosti
- Kostel Cyrila a Metoděje patří pod farnost Bystré. Byl postaven z finančních prostředků věřících a je proto majetkem obce.
- Krucifix na kopci

## Galerie

Ohnišov
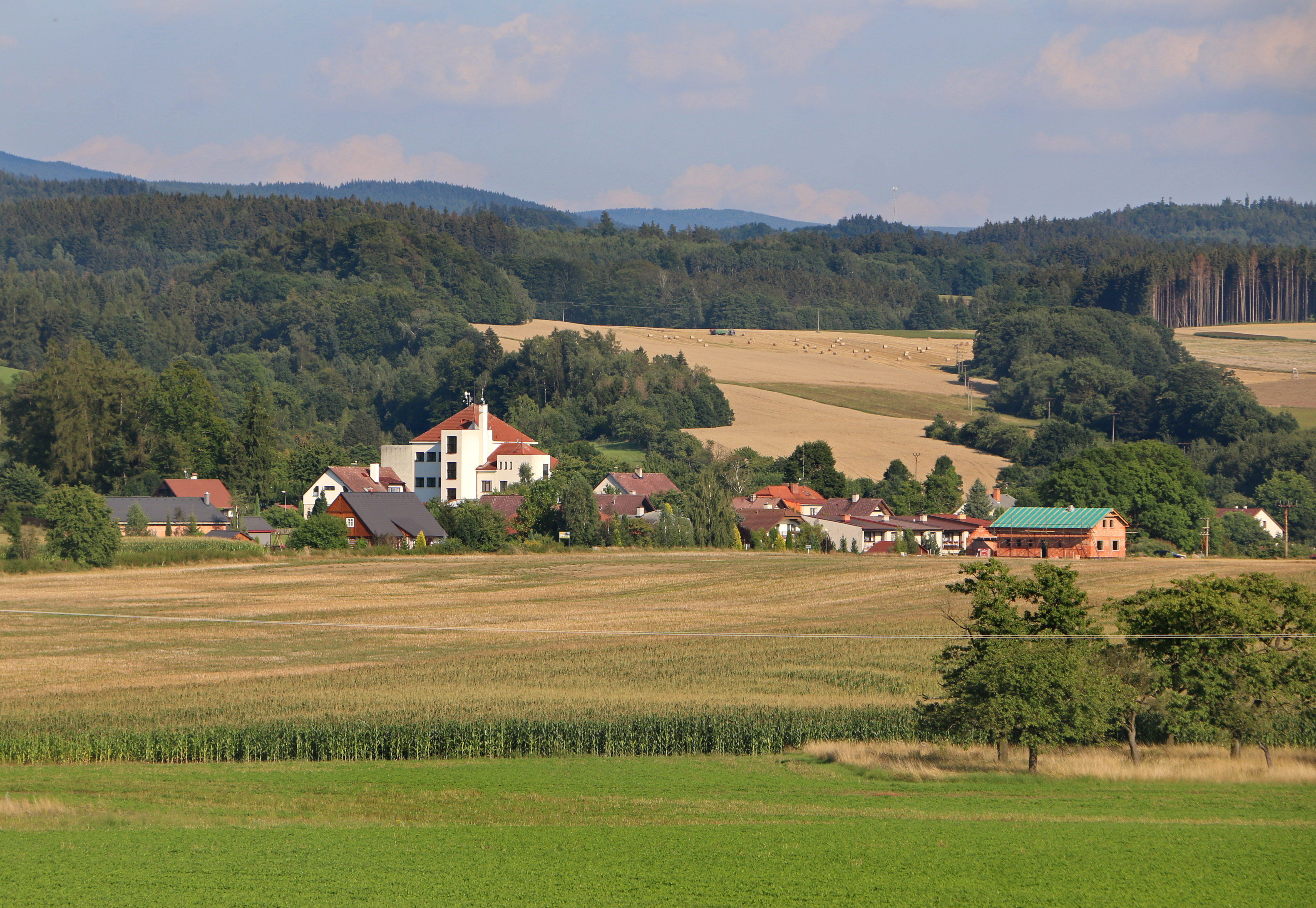
Ohnišov od západu
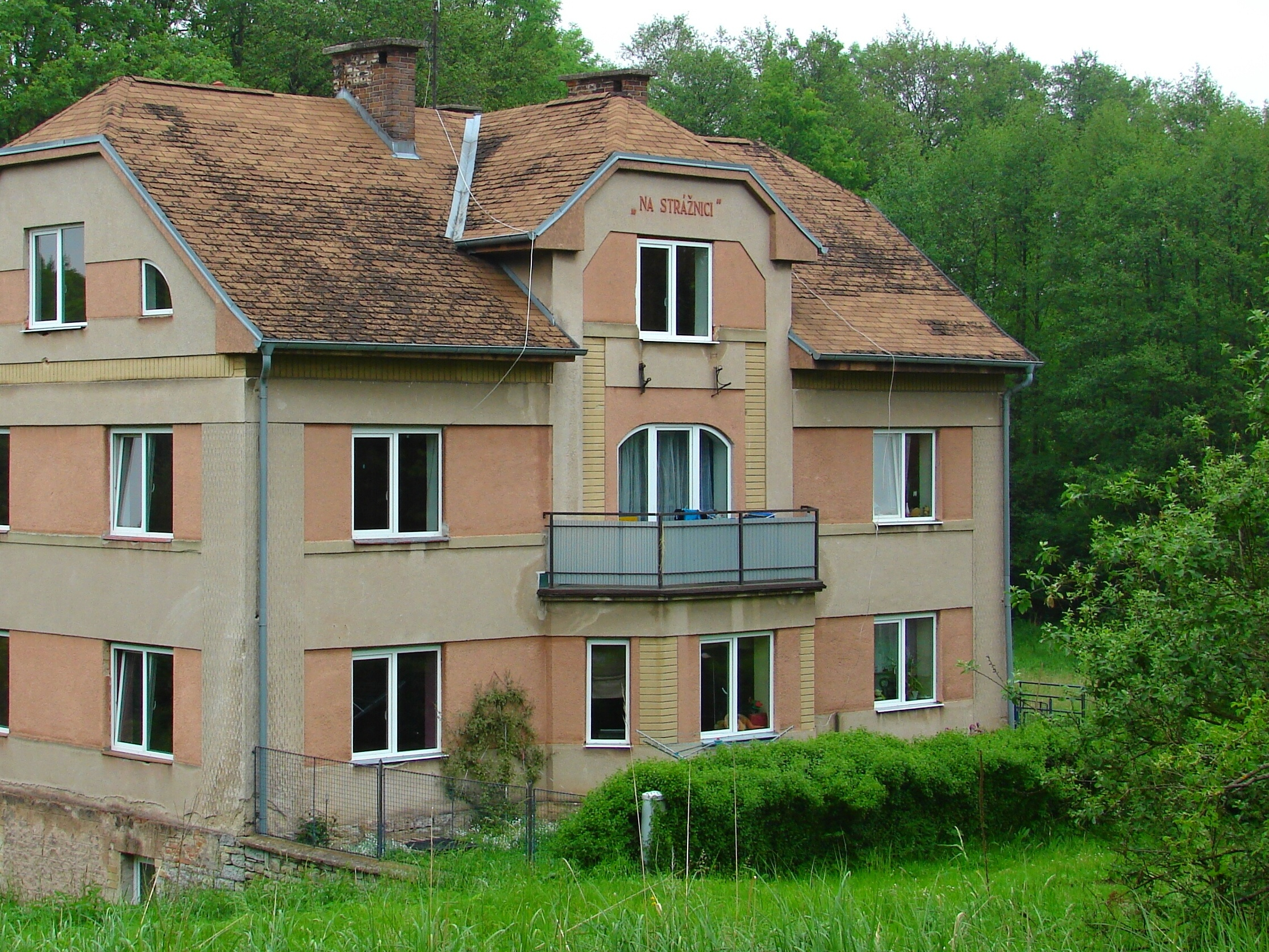
Vila „Strážnice“
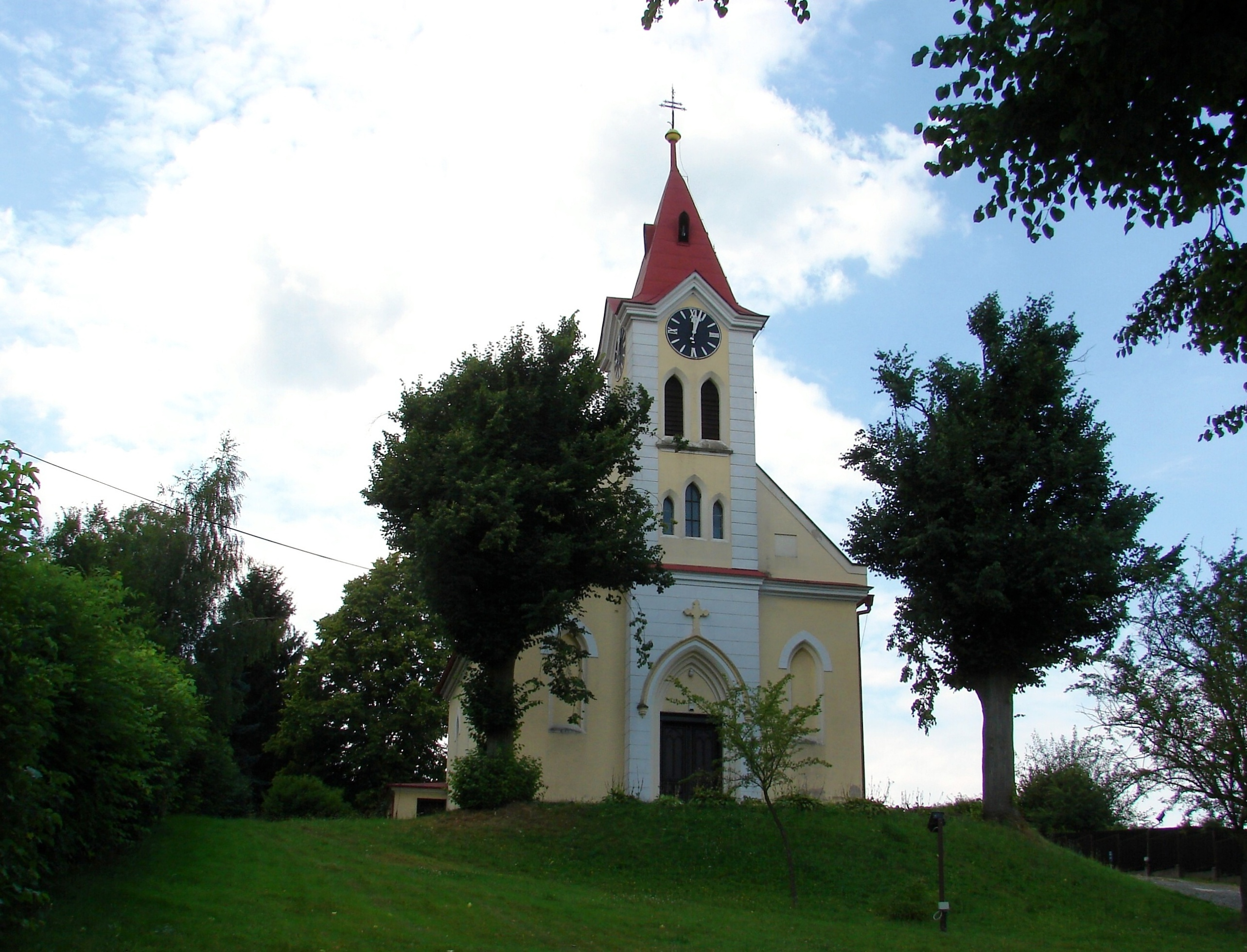
Kostel sv. Cyrila a Metoděje
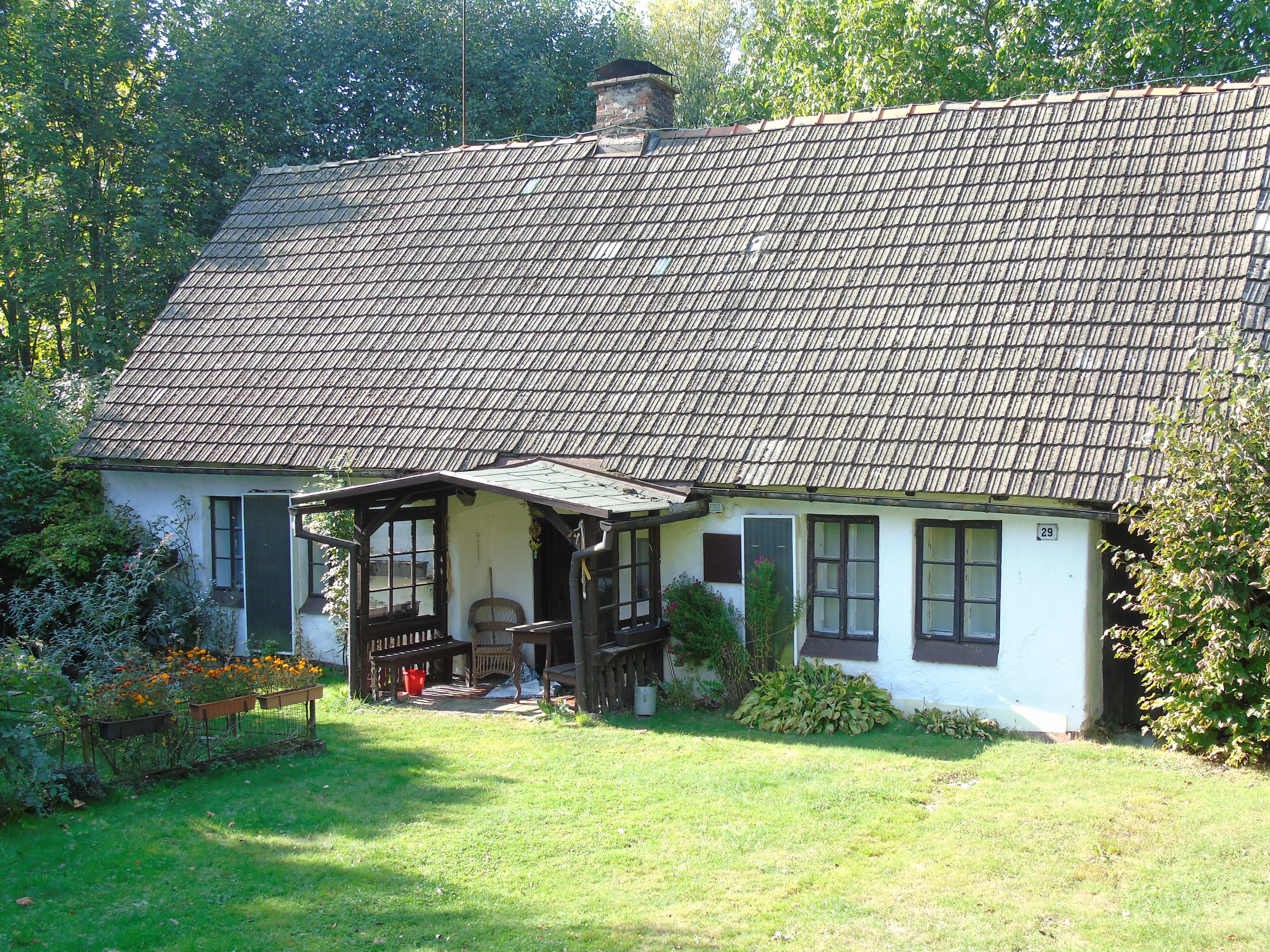
Rodný domek spisovatelky P. Buzkové
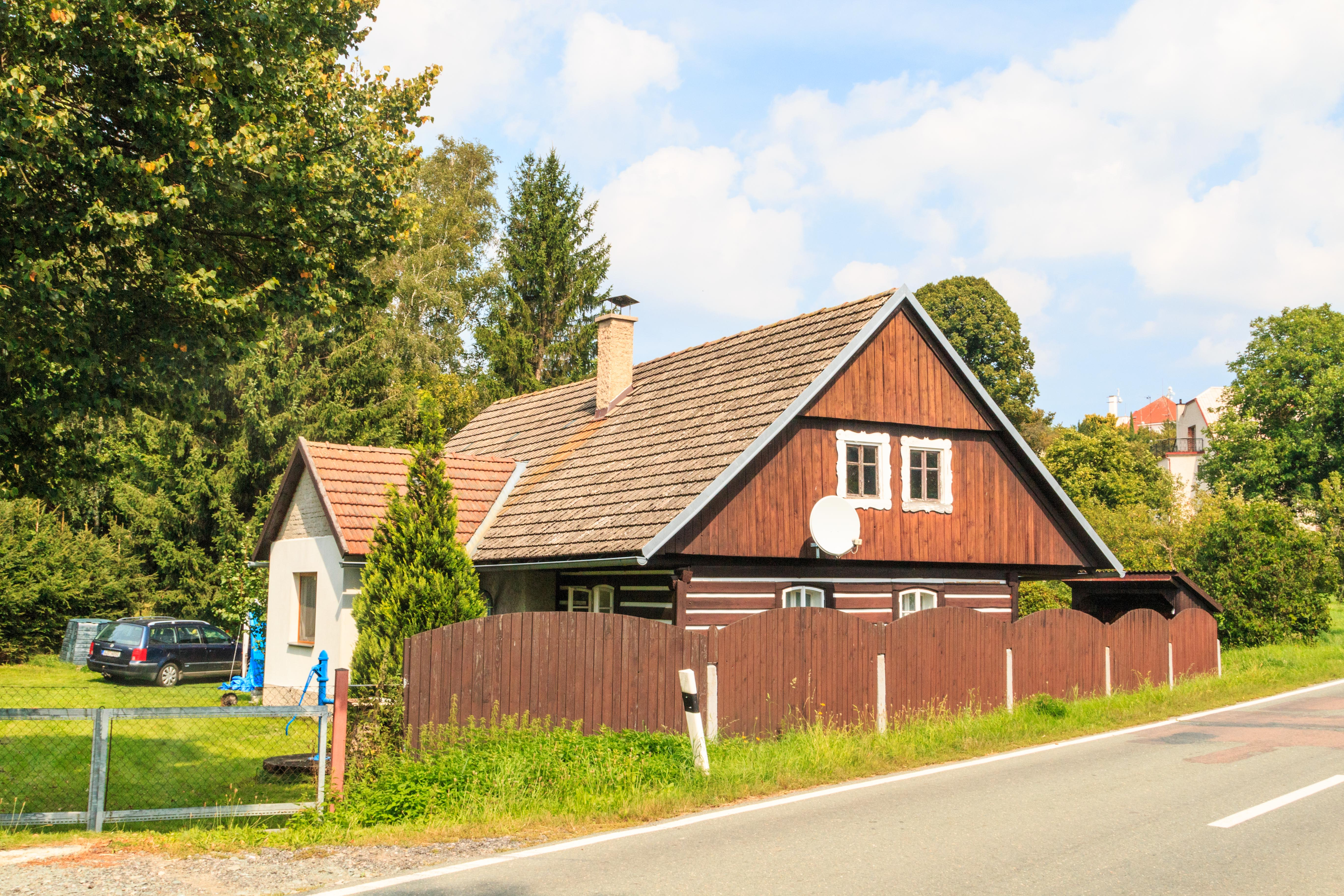
Stavení čp.124
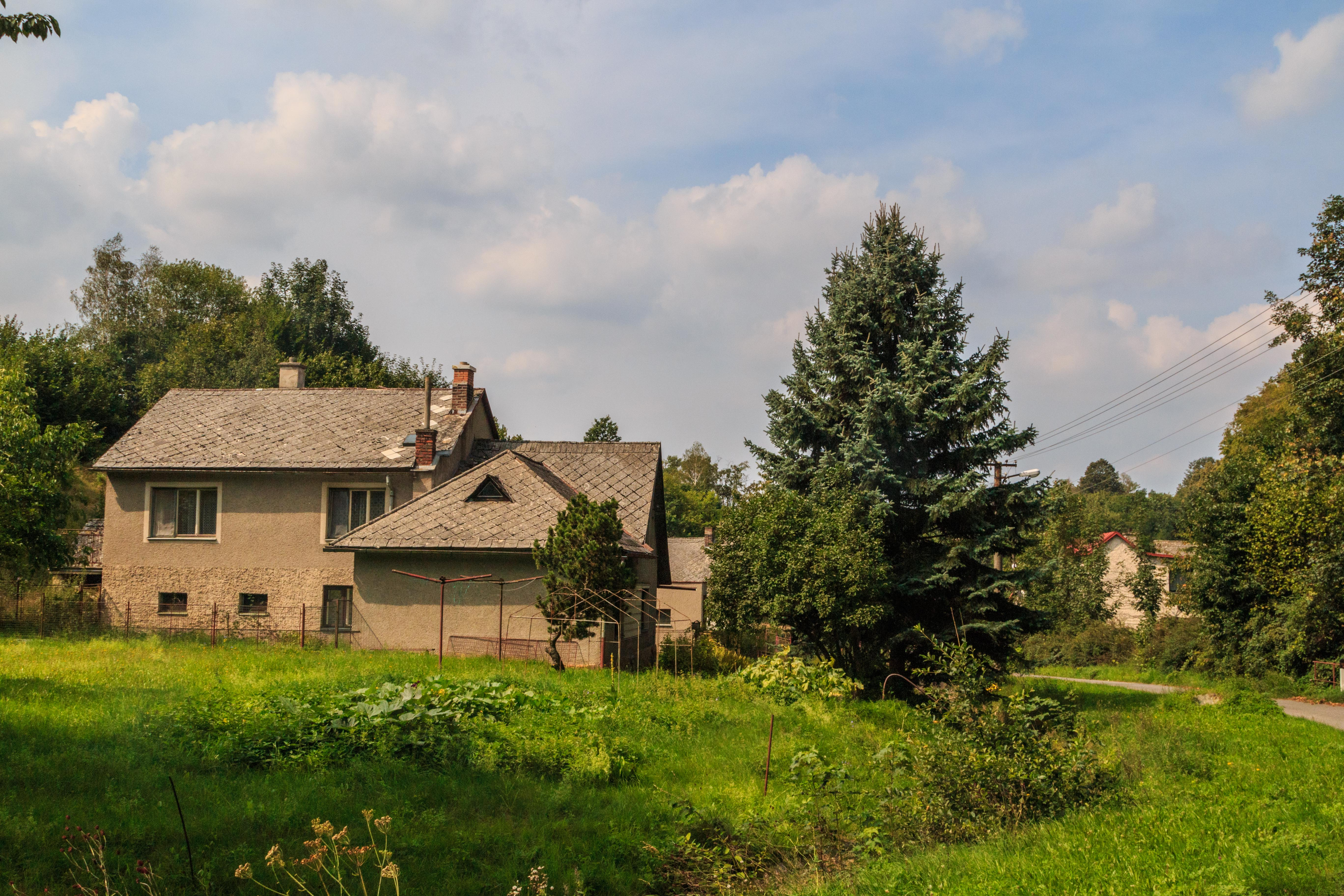
Stavení čp. 86
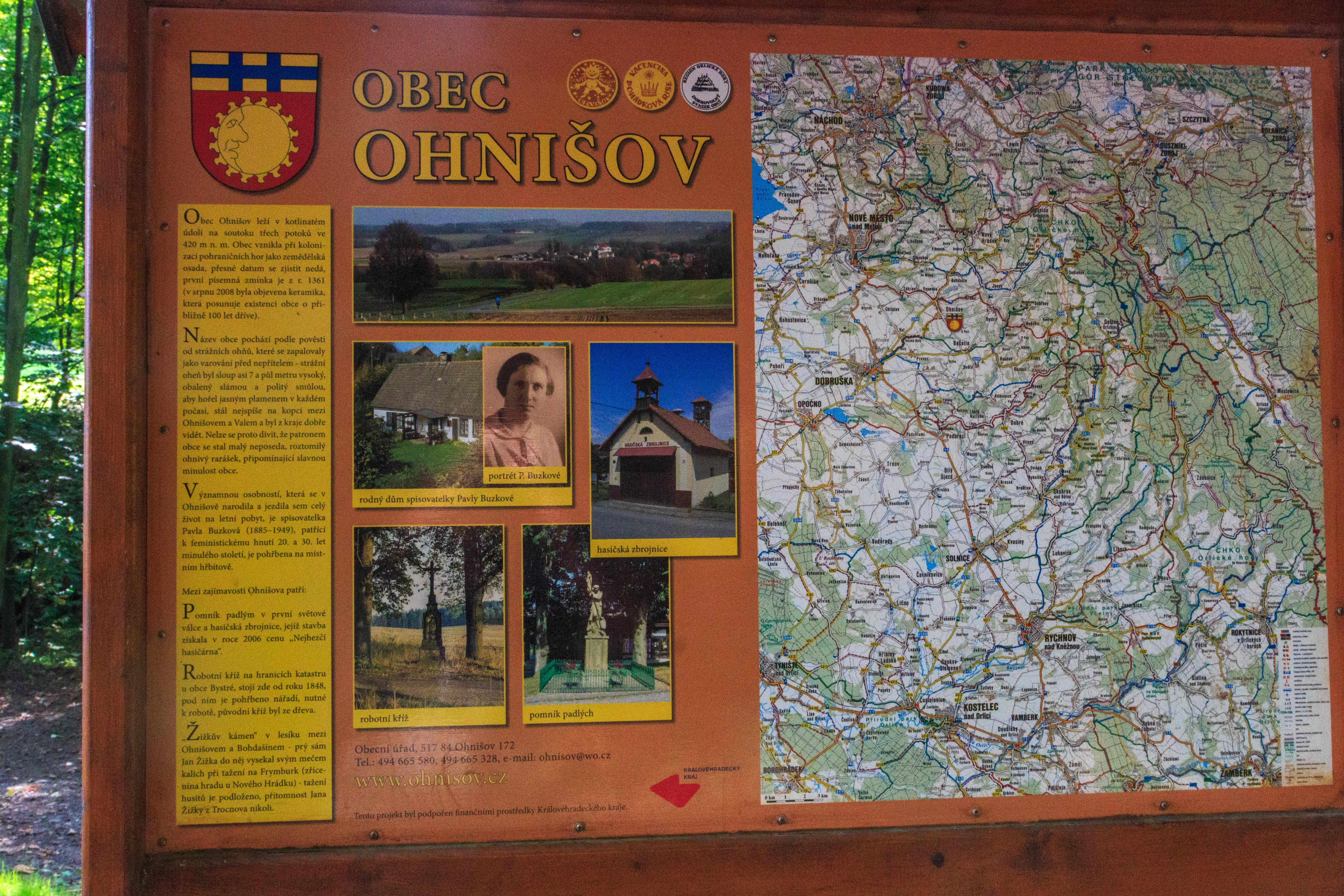
Infotabule
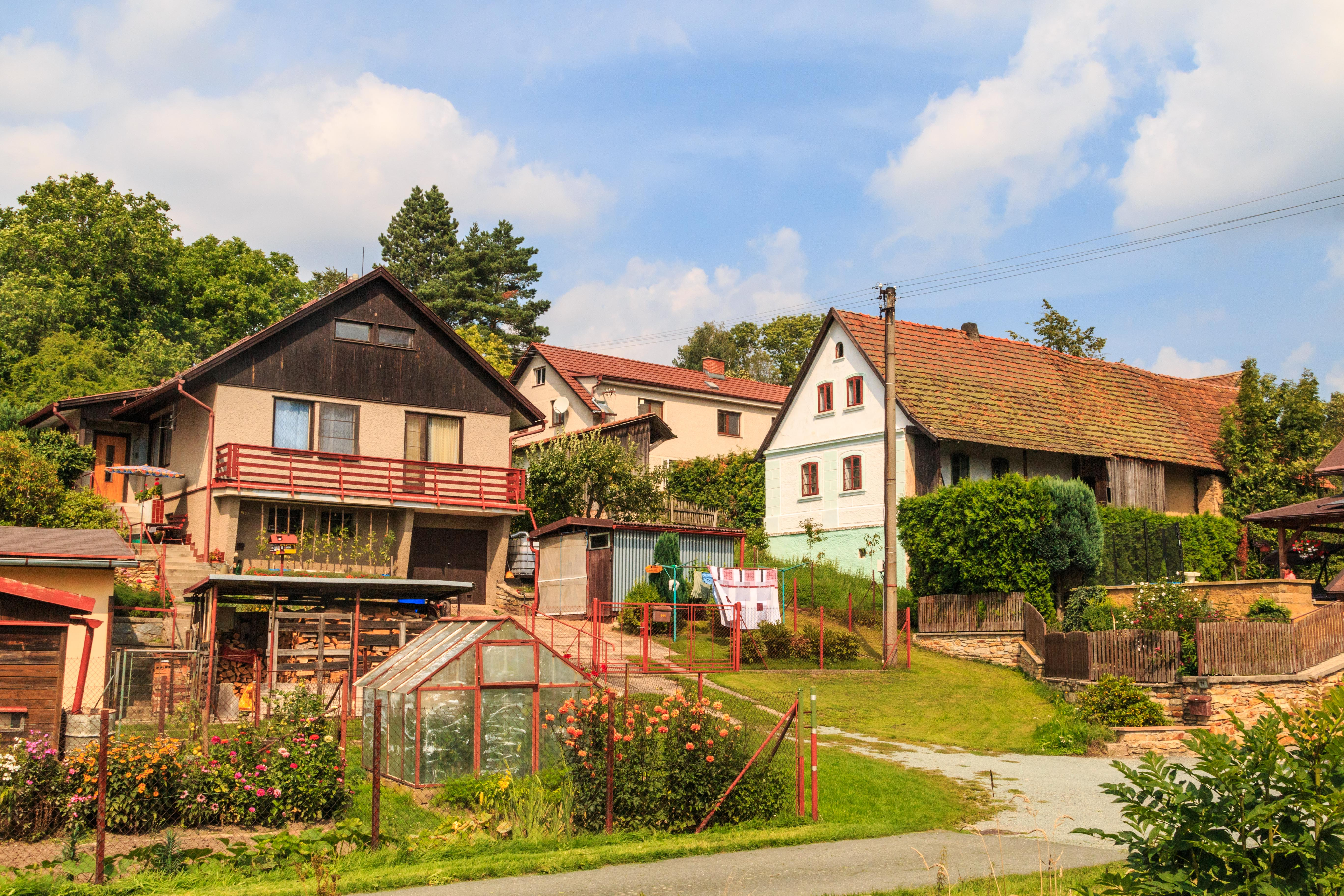
Stavení čp. 71

## Významní rodáci
- Pavla Buzková (1885–1949), divadelní kritička, prozaička a básnířka

## Části obce
- Ohnišov
- Zákraví